# Noble-Bass-Sherman-Syndrom
Das Noble-Bass-Sherman-Syndrom ist eine sehr seltene angeborene Erkrankung mit einer Kombination von angeborener Linsenluxation und Katarakt, Netzhautdystrophie und Kurzsichtigkeit.
Die Namensbezeichnung bezieht sich auf die Autoren der Erstbeschreibung aus dem Jahre 1993 durch die US-amerikanischen Augenärzte K. G. Noble, S. Bass und J. Sherman.

## Verbreitung und Ursache
Die Häufigkeit wird mit unter 1 zu 1.000.000 angegeben, bislang wurde über vier Betroffene berichtet. Die Vererbung erfolgt autosomal-rezessiv. Die Ursache ist bislang nicht bekannt.

## Klinische Erscheinungen
Klinische Kriterien sind:
- Manifestation im Neugeborenen- bis Kindesalter
- Linsenluxation
- angeborene Katarakt
- Netzhautdystrophie mit tapetoretinaler Degeneration und vollständiger Netzhautablösung
- Kurzsichtigkeit

## Diagnose
Die Diagnose ergibt sich aus der Kombination klinischer Befunde.